# Trang
Trang (em tailandês:  ตรัง, também Mueang Thap Thiang (เมือง ทับ เที่ยง) é a  capital da província de Trang, na Tailândia. A cidade tem uma população de 59 637 habitantes (2005) e abrange todo o território do subdistrito (tambon) de Thap Thiang.

## Transportes
A cidade é servida pelo Aeroporto de Trang, situado 4 km ao sul da cidade. 